# 過港貝化石層
24°36′17″N 120°43′48″E / 24.604823°N 120.730135°E

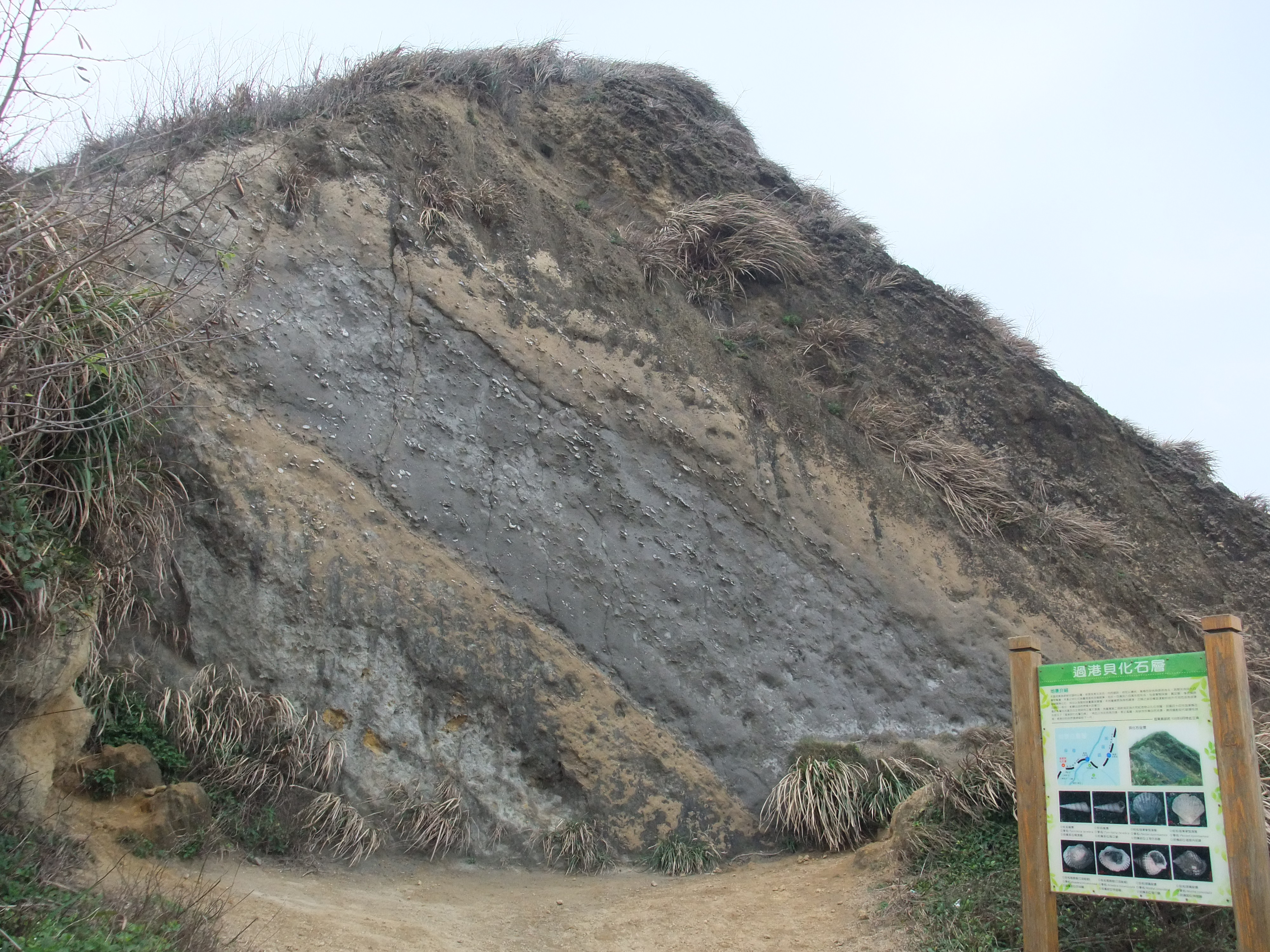
過港貝化石層

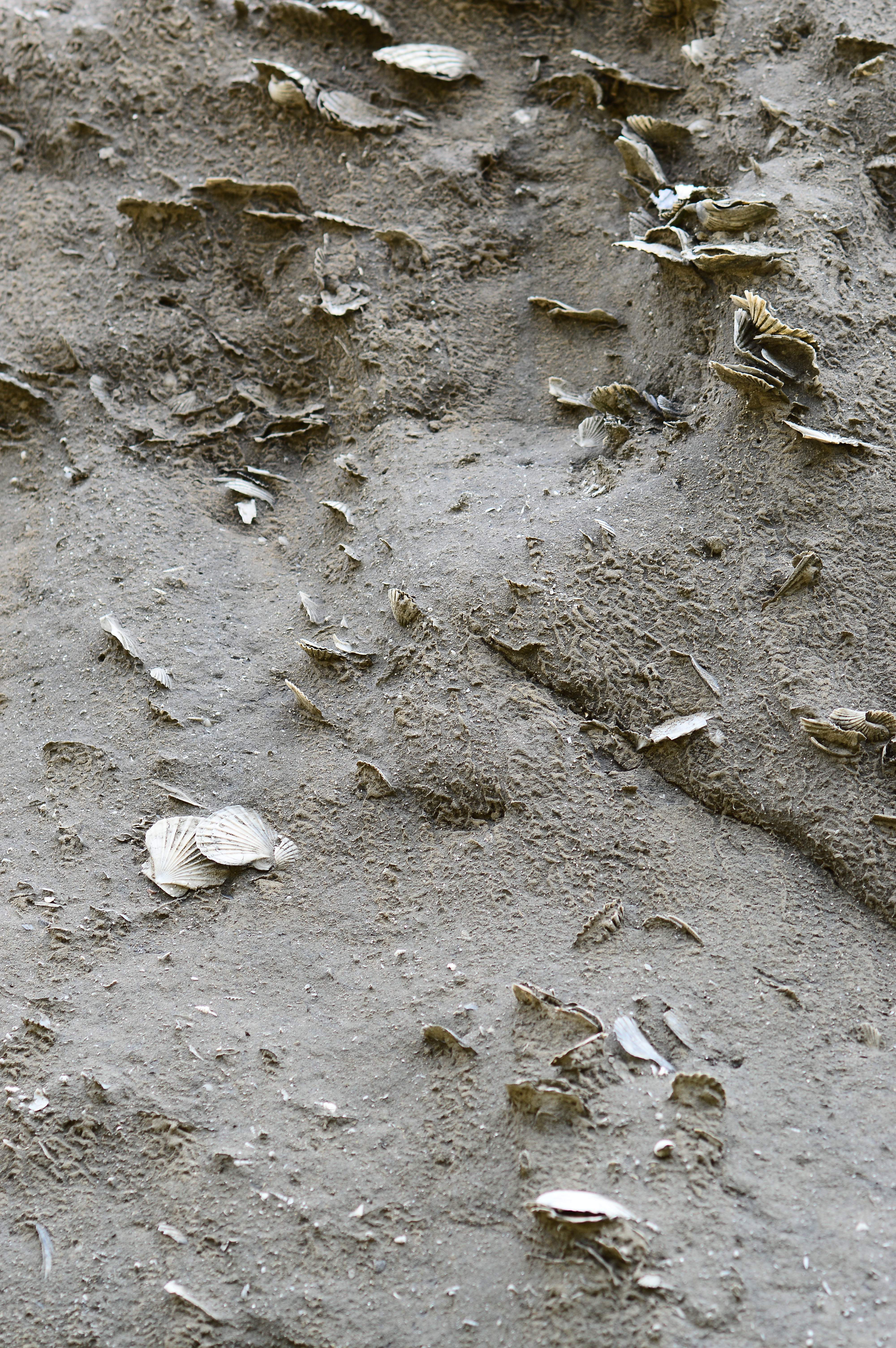
過港貝化石層

過港貝化石層，是位於台灣苗栗縣後龍鎮南港里、海線鐵路附近的貝類化石層。2021年2月4日苗栗縣政府依《文化資產保存法》內的「自然地景、自然紀念物」將此處以「苗栗過港貝化石層」（後龍鎮過港段643-2、643-3地號）登錄為「縣定自然紀念物」的特殊地形及地質現象。

## 歷史
屬於頭嵙山層。於一百萬至六百萬年前，當時這塊山丘位於淺海中，如今則距離海岸線遠達零點五公里。該地化石層的露頭，沿白沙屯往北，經山邊清天宮到後龍鎮青海宮一帶的海線鐵路東側皆可發現。岩層中夾藏的貝類化石，主要有雙殼貝類、卷貝類、翼足類、珊瑚類、海膽、螃蟹、介形蟲等。

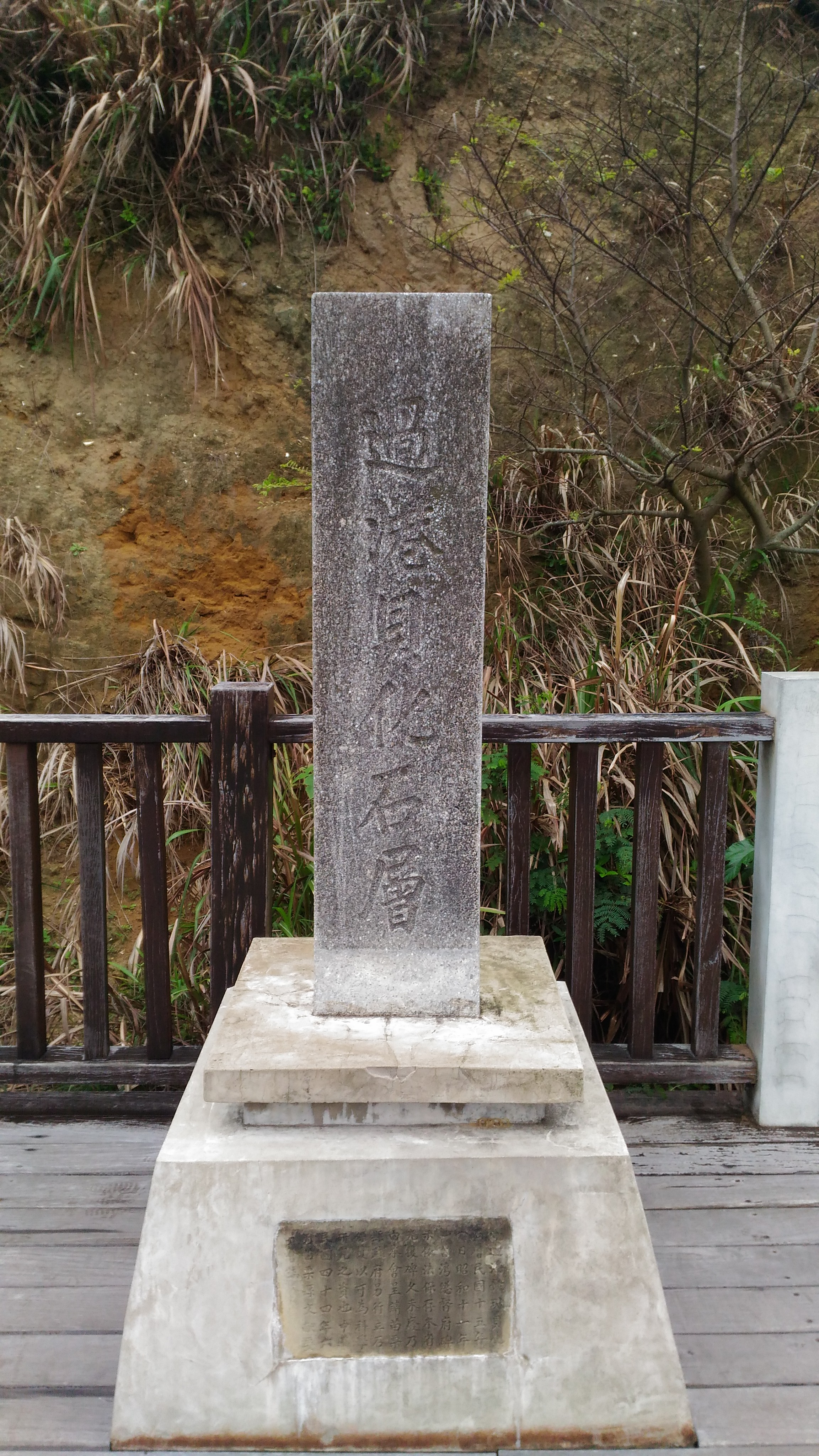
過港貝化石層石碑

台灣日治時期，大正十年（1921年），日本人在後龍鎮過港地區開挖縱貫鐵路隧道，發現土壤滿是貝殼化石，命名為今名，並依《台灣史蹟名勝天然紀念物保存法》設立過港貝化石層石碑，明令不得濫墾濫伐。1935年，日本政府將依《史蹟名勝天然紀念物保存法》列為國指定史蹟及天然物保存名單，加以保護。戰後，台灣省苗栗縣文獻委員會在1955年換上中文石碑，石碑基座仍然可見大正十年等字樣。但由於遊客偷挖化石，如今一般人搆得到的高度範圍，化石幾乎被挖光。

## 地質
過港貝化石層化石出露處，以棕黃色砂岩為主，中間夾一層約2公尺厚的灰色細粒砂岩層。採集之化石軟體動物化石，計有腹足綱80種，掘足綱2種，斧足綱53種，以海扇蛤(Pecten)為主，以及錦海扇蛤(Chlamys)、船蛤(Anadara)、魁蛤(Arca)、真厚蛤(Eucrassatella)、織紋螺(Nassarius)、粗糙螺(Niotha)、赤蛙螺(Bursa)、錐螺(Turritella)、骨螺(Murex)等，與海膽綱的奇異掘海錢(Scaphechinus  mirabilis)與刻肋海膽(Temnopleurus)。過港貝化石層之地層屬頭嵙山層，頭嵙山層廣泛的分布於苗栗縣沿海丘陵地帶，依岩性區分為礫岩相為主的火炎山相，與砂、頁岩相為主之香山相。
化石層中之軟體動物化石經碳14定年結果顯示，過港貝化石層當時確處於更新世最後一次冰期，與之前認定頭嵙山層之年代範圍不符，實尚待研究確認。